# Den Sømand han maa lide
Den Sømand han maa lide er en dansk stumfilm fra 1919, der er instrueret af Lau Lauritzen Sr. efter manuskript af Kai Allen og Valdemar Hansen. Titlen er hentet fra en populær sang af Adolph Recke fra vaudevillen Peer kommer hjem.

## Handling
Denne artikel mangler et handlingsreferat. Hjælp os med at skrive det.

## Medvirkende
- Oscar Stribolt - Skipper Mikkelsen
- Hildur Møller - Mikkelsens bedre halvdel
- Lauritz Olsen - Prokurist Mommesen
- Olga Hansen - Mommesens ægteviv
- Carl Schenstrøm
- Betzy Kofoed